# Udodi Onwuzurike
Udodi Chudi Onwuzurike (né le 29 janvier 2003 à West Bloomfield Township dans la banlieue de Détroit aux États-Unis) est un athlète nigérian, spécialiste des épreuves de sprint.

## Biographie
Il est étudiant à l'université Stanford au sud de San Francisco
Il remporte le 200 m des championnats du monde juniors de 2021, à Nairobi au Kenya, en 20 s 21, signant un nouveau record du Nigeria junior.
Le 27 mai 2022 à Fayetteville, Udodi Chudi Onwuzurike porte ses records personnels à 10 s 03 sur 100 m et 20 s 08 sur 200 m, améliorant dans cette épreuve de 2/100e de seconde le record d'Afrique junior détenu par le Sud-africain Clarence Munyai depuis la saison 2017. Lors des championnats du monde 2022 à Eugene, il s'incline en séries du 100 m et atteint les demi-finales du 200 m. Aux Jeux du Commonwealth 2022 à Birmingham, il se classe 6e de l'épreuve du 200 m et 3e de celle du 4 × 100 m.
Le 14 mai 2023 à Walnut, il descend pour la première fois sous les 20 secondes sur 200 m en réalisant 19 s 91 (+ 0,9 m/s). Dix jours plus tard, le 26 mai 2023 au cours des championnats NCAA à Sacramento, il franchit pour la première fois la barrière des dix secondes en 9 s 92 (+ 1,4 m/s).

## Palmarès
| Date | Compétition                   | Lieu       | Résultat | Épreuve   | Temps   |
| ---- | ----------------------------- | ---------- | -------- | --------- | ------- |
| 2021 | Championnats du monde juniors | Nairobi    | 1er      | 200 m     | 20 s 21 |
| 2022 | Jeux du Commonwealth          | Birmingham | 6e       | 200 m     | 20 s 76 |
| 2022 | Jeux du Commonwealth          | Birmingham | 3e       | 4 × 100 m | 38 s 81 |

## Records
| Épreuve | Temps   | Lieu       | Date        |
| ------- | ------- | ---------- | ----------- |
| 100 m   | 9 s 92  | Sacramento | 26 mai 2023 |
| 200 m   | 19 s 76 | Austin     | 14 mai 2023 |